# Withings
Withings est une entreprise française qui conçoit, développe et commercialise des objets connectés tels que des montres connectées, des balances ou plus récemment un analyseur d'urine. Située à Issy-les-Moulineaux, elle possède des bureaux à Boston, Hong Kong et Shenzhen. Withings est détenue par son cofondateur Éric Carreel depuis mai 2018.
Rachetée par Nokia Technologies en 2016, la société Withings avait été renommée en juin 2017 Nokia Technologies France et commercialisait ses produits sous la marque Nokia Health. Fin mai 2018, Nokia Technologies France est revendue au cofondateur de Withings Éric Carreel.

## Historique

### Fondation

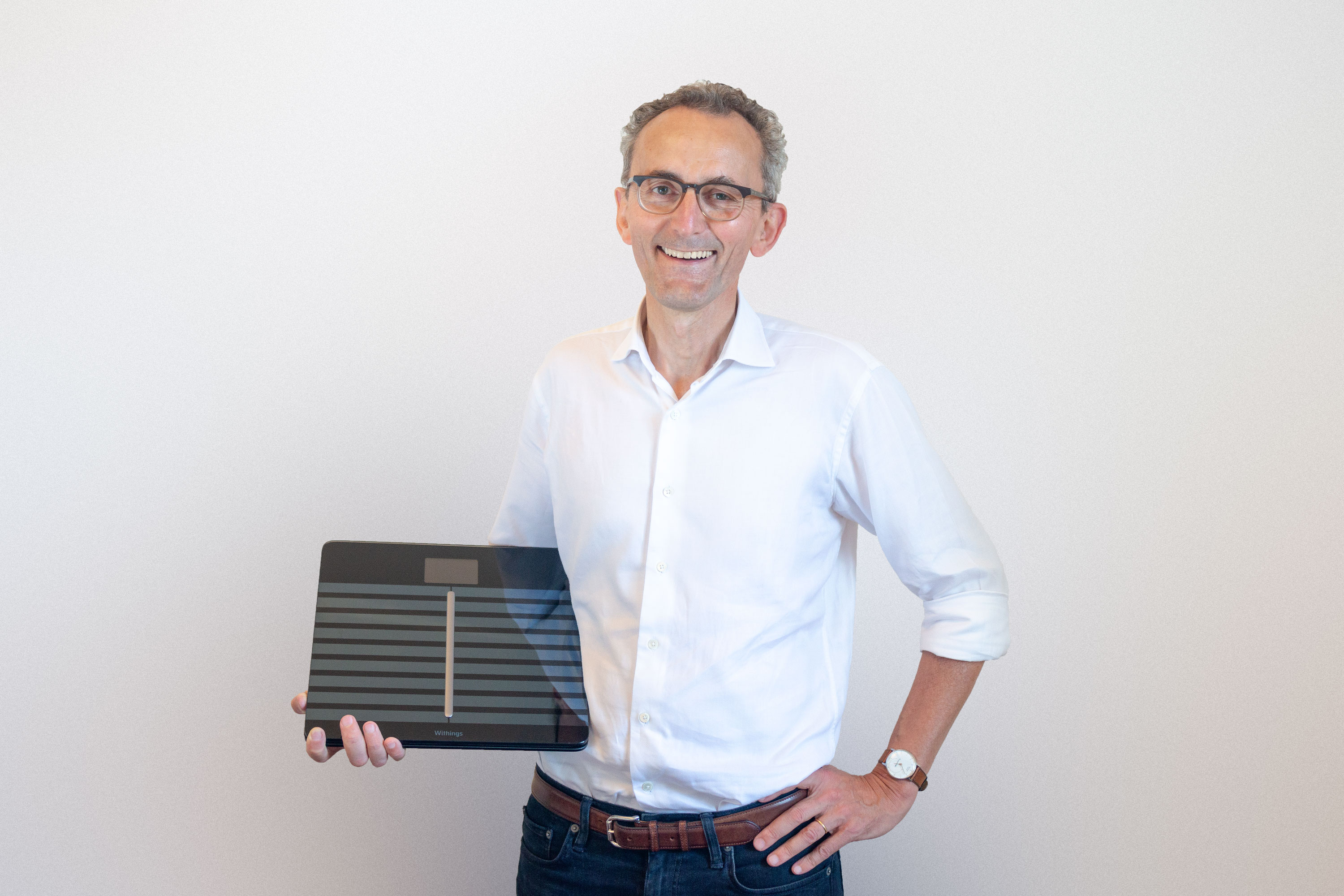
Eric Carreel, cofondateur et président de Withings

La société Withings est fondée en juin 2008 par trois ingénieurs : Éric Carreel, Cédric Hutchings et Fred Potter. Le premier est notamment cofondateur d’Inventel, une société spécialisée dans la création de points d'accès sans fil et cédée à Thompson en 2005. Fred Potter est l'un des cofondateurs de Cirpack, entreprise également racheté par Thompson. Ce dernier quitte Withings en 2011. La direction de Withings est alors assurée par les deux autres fondateurs.
Withings développe d'abord un pèse-personne, édité et commercialisé en France à partir de juin 2009. C'est le premier pèse-personne connecté. En septembre 2009, Withings étend sa commercialisation à l'Europe et aux États-Unis. Withings propose ainsi une application concrète de l’Internet des objets et de l'intelligence ambiante.
En 2010, Withings réalise sa première levée de fonds auprès du fonds de capital risque Ventech, pour 3,8 millions de dollars. L'objectif est alors de financer le développement des deux prochains produits de l'entreprise : un tensiomètre et un babyphone, tous deux lancés l'année suivante.
En juillet 2013, Withings annonce une nouvelle levée de fonds de 23,5 millions d’euros auprès de Bpifrance, dont l’investissement s’élève à 11 millions d’euros, d'IdInvest Partners et de 360 Capital Partners ainsi qu’auprès de Ventech, son actionnaire financier historique. L'objectif de cette levée de fonds est de financer le marketing à l'international, puisque la société réalise alors plus de la moitié de son chiffre d'affaires aux États-Unis et à accroître ses investissements dans la recherche et développement. Withings emploie en 2013 environ quatre-vingt personnes, dans son siège à Issy-les-Moulineaux mais aussi à Boston et Hong Kong.

### Rachat par Nokia
En avril 2016, la société fait l'objet d'un rachat par Nokia Technologies, branche californienne du géant des télécommunications finlandais Nokia pour 170 millions d'euros. Ce rachat fait suite au lancement sur le marché de la santé connectée de Nokia Technologies en 2014, dont l'activité tourne alors autour de l'exploitation de la propriété intellectuelle des actifs de Nokia et des médias numériques. À cette époque, Withings emploie environ deux cents salariés, majoritairement à Issy-les-Moulineaux et réalise quelques dizaines de millions d'euros de chiffre d'affaires annuel, très majoritairement hors d'Europe. C'est Cédric Hutchings, cofondateur de Withings, qui prend la tête de la nouvelle entité au sein de Nokia Technologies.
Fin juin 2017, Withings change de nom et devient Nokia Digital Health. La marque Withings disparaît également et son logo est peu à peu remplacé par celui de Nokia sur tous les produits. L'entreprise annonce à la même époque deux nouveaux produits : le Nokia Body, un nouveau pèse-personne d'entrée de gamme, et BPM+, un nouveau tensiomètre connecté.

### Retour à l'indépendance
Début mai 2018, Nokia annonce des négociations exclusive avec Éric Carreel pour la revente de son activité de santé connectée. Des acteurs non européens s'étaient montrés intéressés, notamment Google, mais la perspective de voir partir des données de santé aux États-Unis avait en partie eu raison de l'accord.
La revente de sa branche santé connectée, quelques années seulement après son acquisition, est liée à un changement stratégique profond chez Nokia, en difficulté dans ce secteur et alors en plein rachat d'Alcatel-Lucent. Les négociations aboutissent à la fin du mois et Éric Carreel reprend l'ensemble des activités de santé connectée, tout en continuant à commercialiser la marque Nokia,. La transaction est alors évaluée à une trentaine de millions d'euros. Selon sa volonté, la marque Withings signe son retour dès septembre 2018 avec le lancement d'une nouvelle montre analogique connectée.
Withings annonce au Consumer Electronics Show de 2019 le lancement de trois nouveaux produits, deux montrées connectées, les Withings Move et Move ECG, et un tensiomètre, le BPM Core. L'entreprise annonce également des investissements en B2B, afin de proposer des produits à destination des professionnels de santé. Cela doit alors permettre à l'entreprise de se remettre à flot dès l'année suivante. En avril, l'entreprise relocalise une partie de son activité à la manufacture des tabacs d'Issy-les-Moulineaux, dans les Hauts-de-Seine, pour la production de la montre connectée Withings Move Personnalisée,. Cette année-là, Withings intègre également le programme French Tech 120 qui sélectionne les jeunes pousses identifiées par Bpifrance comme de potentielles futures licornes.

### Nouvelle ère
Withings réalise une nouvelle levée de fonds de 53 millions d'euros en juillet 2020, auprès d'actionnaires historiques comme Bpifrance ou IdInvest Partners ainsi que de nouveaux investisseurs comme Oddo BHF. Les fonds doivent contribuer à son développement sur le marché américain et au virage du bien-être vers le médical. En particulier en ce qui concerne les données de santé et la lutte contre les maladies chroniques.
Suivant cet objectif, Withings annonce les rachats du français Impeto Medical et de l'allemand 8fit en février 2022. Le premier propose des dispositifs médicaux pour les professionnels de santé. Le second, qui compte alors environ quarante millions d'utilisateurs et emploie 25 salariés à Berlin, est une application de coaching personnalisé axée sur le sport et le bien-être. L'idée est alors de proposer les programmes et les contenus de fitness, nutrition ou méditation de 8fit directement dans l'application Withings. Withings réalise 105 millions d'euros de chiffre d'affaires en 2022. L'entreprise annonce l'année suivante U-Scan, un dispositif médical destiné aux particuliers permettant de faire des analyses d'urine quotidiennes. En 2023, Withings fait partie des lauréats de la première édition du programme French Tech 2030 et en 2024, l'entreprise présente  BeamO à l'occasion du CES 2024, un appareil permettant la réalisation d'un check-up par un particulier.

## Produits
D'abord destinés au bien-être et au grand public comme avec le pèse-personne ou le tracker d'activité, les produits de Withings ont aussi pris le virage du médical, en s'adressant en particulier aux médecins. C'est dans cette optique qu'ont par exemple été développés des tensiomètres ou plus récemment un analyseur d'urine. À partir de 2021, Withings propose également aux professionnels des produits pouvant se passer du Wi-Fi et connectés via une carte SIM, pour en améliorer l'accessibilité.

### Balances

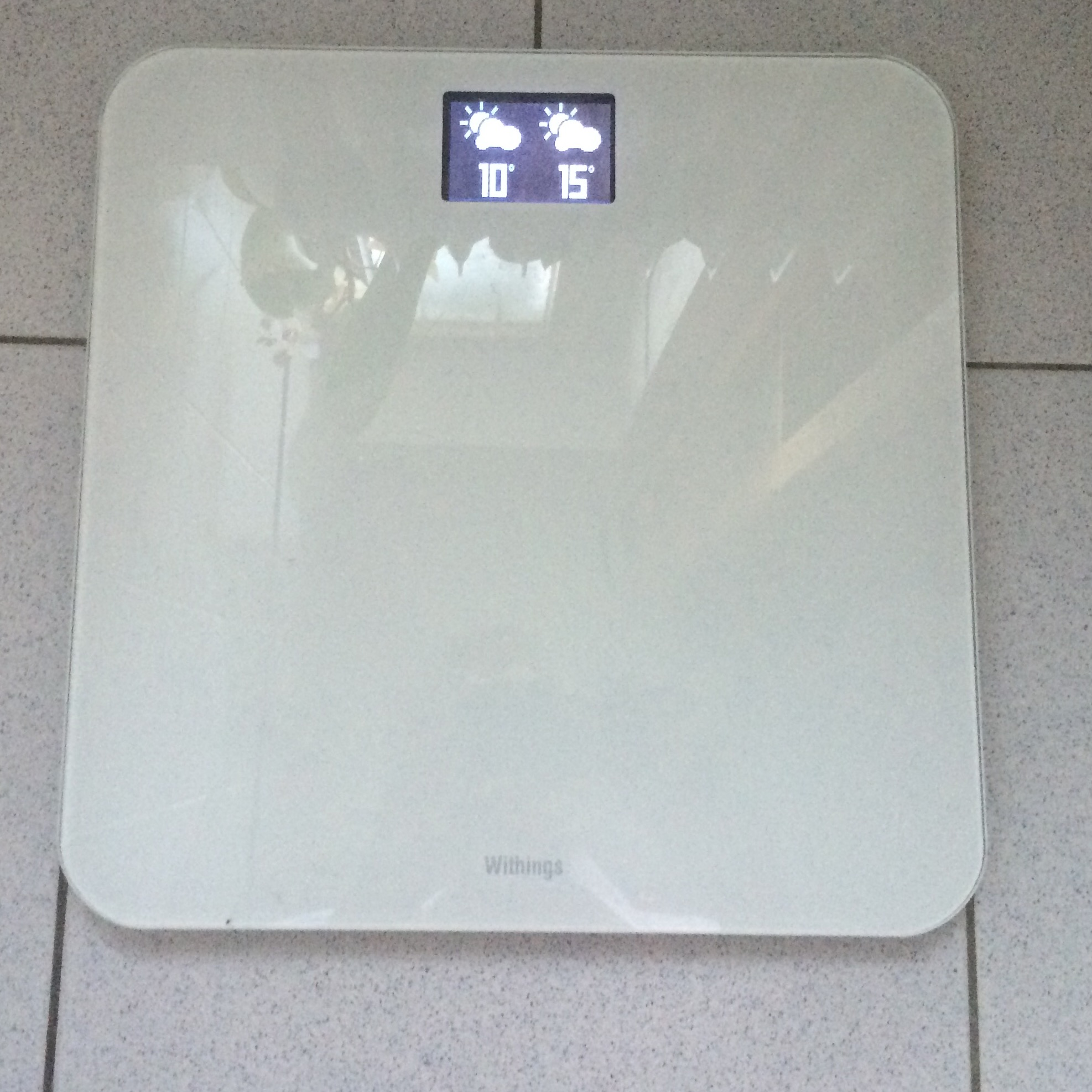
Un pèse-personne Withings Body Scale, avec des informations météo

#### Premières versions
Le premier produit développé par Withings, Body Scale, est un pèse-personne Wi-Fi, édité et commercialisé en France à partir de juin 2009. Il mesure le poids et l’indice de masse corporelle (IMC), mais également la masse grasse. Par une politique de partenariats, Withings interface son pèse-personne communiquant avec des services de suivi des données médicales comme Google Health et Microsoft HealthVault. Une nouvelle version, appelée Smart Body Analyser, mesurant également le rythme cardiaque ainsi que la qualité de l’air, est proposée en mars 2013.
Lancée en juin 2016, Body Cardio est la première balance connectée capable d'évaluer la rigidité artérielle, grâce à la mesure de la vitesse de l'onde de pouls, qui est un indicateur de santé cardiovasculaire. Cette fonctionnalité est pourtant retirée par Nokia en janvier 2018, pour des raisons de conformité réglementaire. Elle est réintroduite en avril 2019 par Eric Carreel, car c'est selon lui la marque de l'innovation en matière de santé. Body Cardio mesure également la masse musculaire, la masse hydrique et la masse osseuse, en plus des autres mesures réalisées par les balances précédentes.

#### Version actuelles
Withings lance Body Scan en 2022, annoncé comme une "station de santé", car permettant d'envoyer directement ses données de santé à son médecin. Il est doté d'une poignée déroulante, permettant de mesurer la composition corporelle segmentale (pour chaque partie du corps) grâce à un léger courant électrique. Body Scan permet également de faire un électrocardiogramme et, à la suite du rachat d'Impeto, de mesurer l'activité nerveuse.
Suivent Body Comp en 2022 et Body Smart en 2023. Couplées à Withings+, l'application développée par Withings qui délivre sur abonnement des conseils d’alimentation ou des programmes de sport adaptés, elles sont focalisées sur une mesure avancée de la composition corporelle,.

### Montres et capteurs d'activité

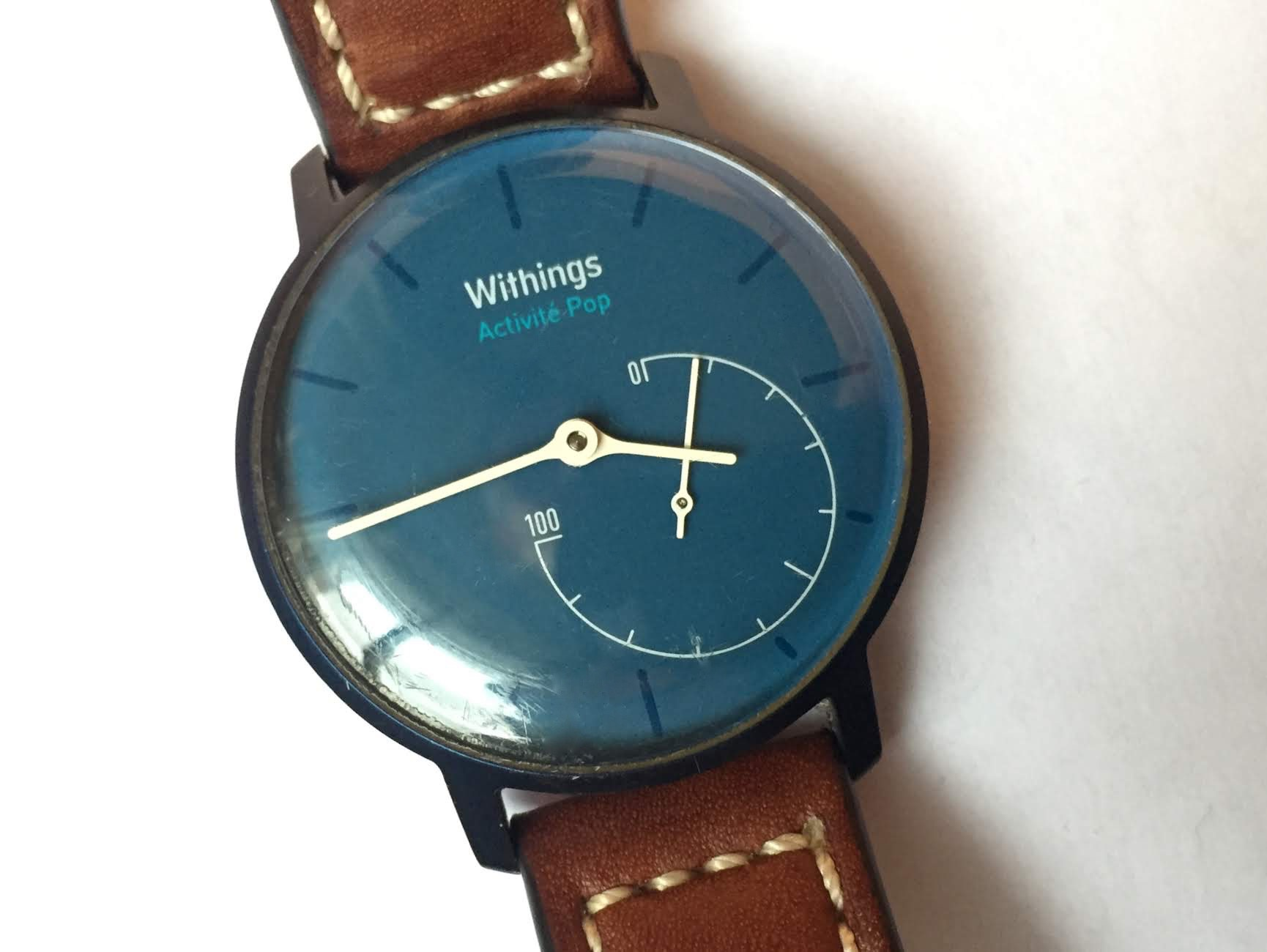
Montre connectée Withings Activité Pop

#### Premières gammes
Withings dévoile la montre Activité le 23 juin 2014, présentée comme la première pièce d’horlogerie connectée, car elle se veut être la première montre analogique connectée. Par la suite sortiront plusieurs variantes de cette montre, comme l'Activité Pop, une version plus accessible ou l'Activité Steel, annoncées en 2015.
En avril 2014, Withings lance la gamme Pulse, un tracker d’activité qui surveille l’activité, le sommeil, et est doté de fonctionnalités comme la mesure du taux d’oxygène dans le sang ou du rythme cardiaque.
En 2019 sort la Move ECG, qui est présentée comme la première montre analogique capable d’enregistrer un électrocardiogramme. Celui-ci est réalisable sur demande, et permettrait de prévenir des maladies cardiovasculaires à domicile.

#### ScanWatch
Withings annonce la gamme ScanWatch en 2020, dont la première version est récompensée au Consumer Electronics Show. Développée en partenariat avec des médecins spécialistes du sommeil, elle intègre un capteur qui mesure le taux de saturation d’oxygène dans le sang, ce qui permet d'identifier l'apnée du sommeil. Elle détecte également la fibrillation auriculaire. En 2022 sort la ScanWatch Horizon, dont le design est inspiré des montres de plongée. En septembre 2023, la marque annonce la nouvelle gamme ScanWatch 2 et ScanWatch Light. ScanWatch 2 possède les mêmes fonctionnalités que la première génération, mais se voit désormais dotée de la fonction de suivi de la température corporelle. Fin 2023, la ScanWatch Horizon évolue vers sa nouvelle génération, également dotée du capteur de température et appelée ScanWatch Nova. La dernière montre annoncée par la marque est ScanWatch Nova Brilliant, une version 39 mm plus féminine de la ScanWatch Nova.

### Tensiomètres et thermomètre

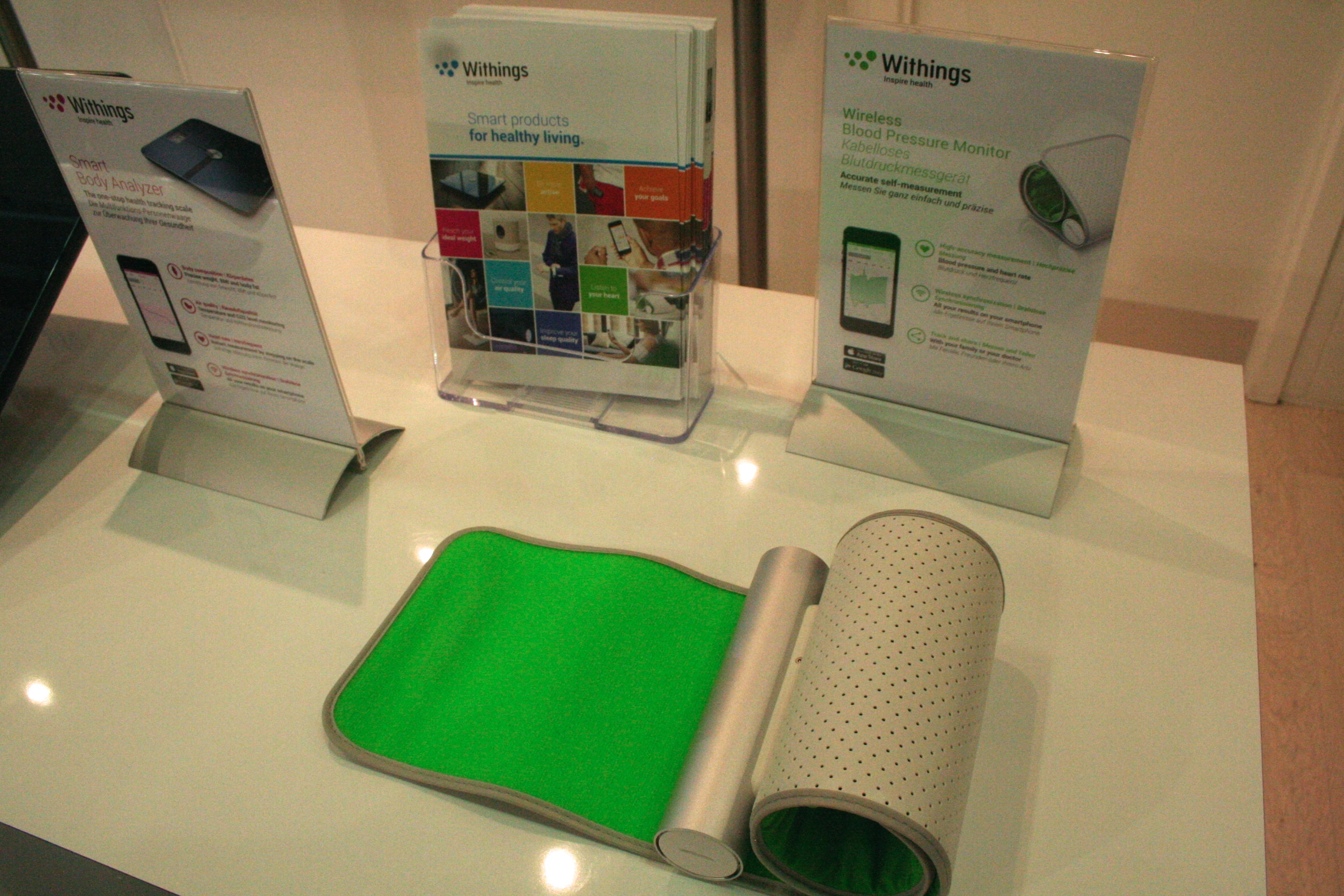
Tensiomètre Withings

Le deuxième objet commercialisé par Withings est un tensiomètre filaire pour iPhone, lancé au printemps 2011 puis dans une nouvelle version sans fil, compatible iOS et Android en janvier 2014.
En 2019 sort le BPM Core, un tensiomètre connecté qui, en plus des fonctions classiques de suivi de la pression artérielle et de la fréquence cardiaque, permet de réaliser soi-même un électrocardiogramme, afin de détecter la fibrillation atriale et de l'utiliser en tant que stéthoscope électronique. Suit en 2022 le BPM Connect, médicalement certifié.
En 2016 est présenté Withings Thermo, un thermomètre temporal Wi-Fi. C'est un dispositif médical agréé qui permet un suivi de l'évolution de la température sur l'application mobile. Puis, Thermo laisse sa place à un nouveau type de produit sorti en 2024 : BeamO, un multiScan de santé 4-en-1 permettant de prendre la température, écouter le cœur et les poumons, et réaliser un électrocardiogramme.

### Analyse du sommeil
Au CES de Las Vegas 2014, Withings dévoile Aura, un système intelligent composé d'une lampe connectée et de capteurs qui se placent sous le matelas, pour suivre le sommeil et en améliorer la qualité. Il permet notamment un endormissement et un réveil adaptés, avec une lumière et un son progressifs.
Le capteur Sleep Analyzer est lancé en 2019. Il analyse les cycles de sommeil, le rythme cardiaque ou les mouvements pendant la nuit. Cela permet de détecter les perturbations respiratoires, comme l'apnée du sommeil. Toutes les données générées dans la nuit sont transférées sur l'application mobile Withings, également développée par l'entreprise.

### Analyse d'urines
En avril 2023 est annoncé U-Scan, un appareil connecté homologué par la FDA et l'AEM destiné aux particuliers. Placé dans les toilettes, il permet de faire des analyses d'urines quotidiennes avec un résultat quasi-instantané disponible sur l'application Withings.
Basé sur un système de cartouches à renouveler selon la fréquence d'analyse des urines, U-Scan permet de vérifier :
- Les niveaux de vitamine C, qui jouent un rôle clé dans le maintien d’un système immunitaire sain et dans la bonne absorption du fer.
- Les niveaux de cétones, indicateurs du métabolisme des graisses, utiles pour les adeptes du régime Keto ou ceux qui pratiquent beaucoup de sport. Une augmentation des cétones peut signaler un métabolisme utilisant les graisses comme source principale d’énergie.
- Le pH urinaire et la bio-acidité, afin de comprendre si l’organisme est dans un état plus acide ou alcalin. Ces données peuvent vous aider à adapter votre alimentation équilibrée pour optimiser votre bonne santé.
- L’HydroStatus, qui évalue la densité de l’urine par rapport à celle de l’eau, donnant une indication sur votre niveau d’hydratation.

Un suivi médical régulier par le médecin, qui peut avoir accès aux données, est ainsi rendu possible. U-Scan peut contribuer à la prévention de certaines maladies, comme dans les cas de rechute pour les patients atteints de calculs rénaux.

### Application mobile
Tous les produits connectés de Withings sont accompagnés d'une application mobile, pour permettre le suivi des données de santé en temps réel, comme l'évolution de la masse corporelle ou les résultats de l'analyse d'urine,. Créée sous le nom de HealthMate pour sa version gratuite, et Health+ dans sa version payante par abonnement, elle est renommée respectivement Withings et Withings+ en avril 2023.

### Autres produits
Withings a développé une gamme de produits destinés aux enfants, comme Smart Baby Monitor, un babyphone avec caméra thermique lancé en 2011 et Smart Baby Scale, une balance communicante évolutive bébé et enfant, dévoilée au CES de Las Vegas 2012.
Présenté par Withings en septembre 2014 à l’IFA Berlin, Home est un dispositif vidéo connecté qui mesure la qualité de l’environnement.

## Organisation

### Production
Jusqu'en 2019, Withings est une entreprise fabless, ce qui signifie qu'elle ne dispose pas d'outil de production propres. Elle réalise toute la conception de ses produits et services en collaboration avec des ingénieurs et des designers. La production des objets, quant à elle, est sous-traitée majoritairement en Chine. En avril 2019, Withings inaugure une usine de montres à Issy-les-Moulineaux où est produite la Withings Move Custom, dans l'ancienne manufacture des tabacs.

### Withings Health Solutions
D'abord axés sur le bien-être et destinés au grand public, les produits de Withings vont peu à peu se réorienter vers les professionnels du domaine médical, en particulier les médecins. Withings crée en 2020 son département Withings Health Solutions. Son objectif est de développer des produits médicaux et considérés comme tels par les autorités, tant pour recevoir les autorisations nécessaires que pour être réellement utiles aux médecins, donc intégrés dans le processus clinique.
C'est dans ce cadre que Withings participe à des programmes de recherche utilisant les données des objets connectés avec différents centres européens et internationaux. Son département de santé a vocation à faire avancer la recherche, au travers d’études sur l’impact des objets connectés sur la santé. Il travaille avec des universités et des centres de recherche comme l’hôpital universitaire de Leyde aux Pays-Bas, la société Européenne d’Hypertension, l’université de Manchester, ou encore l’hôpital européen Georges-Pompidou.
Le département a par exemple travaillé en collaboration avec l'hôpital Pompidou sur l'application PatientCare, pour y intégrer un algorithme qui mesure la tension artérielle. Il a également travaillé sur les maladies chroniques pour intégrer des éléments de prévention sur PatientCare. En plus de l'auto-mesure fournie par les outils classiques, PatientCare permet de faire remonter les données directement au médecin. Withings Health Solutions publie également des études réalisées à partir de données anonymisées et partagées par les clients de l'entreprise.